# In hoc signo vinces
In hoc signo vinces er en latinsk oversættelse af den græske sentens "εν τούτω νίκα" ("en touto, nika") der betyder "i dette tegn skal du sejre" .
Ifølge legenden tog den romerske kejser Konstantin den Store i år 312 dette som motto som følge af en åbenbaring, i hvilken han havde set korsets tegn på himlen kort tid før kampen mod sin vestromerske rival Maxentius, som han besejrede trods en stærkt undertallig hær i Slaget ved den milviske bro. 
Tegnet, som Konstantin så, var efter sigende et labarum – en kombination af de to græske bogstaver Ρ (rho) og Χ (khi), således at rhoets vertikale linje går midt gennem khiet. Disse to bogstaver er netop de to første bogstaver i Χριστός, græsk for Kristus.

## Note
1. ↑  Den Milviske Bro var en stenbro, som førte via flaminia over Tiberen ind i Rom.